# La Voix du sourd
La Voix du sourd est une revue de la presse écrite sur la culture sourde qui paraît en France de 1961 à 1993.